# Myrtoisches Meer
Das Myrtoische Meer (griechisch Μυρτώο Πέλαγος Myrtóo Pélagos) ist ein Nebenmeer der Ägäis im europäischen Mittelmeer. Es befindet sich zwischen der Halbinsel Peloponnes und den westlichen Kykladen. Nördlich schließt sich der Saronische Golf, südlich das Kretische Meer an, der Argolische Golf bildet den westlichen Ausläufer des Meeres.
Der Name des Meeres soll von dem griechischen Wagenlenker Myrtilos abgeleitet sein, den Pelops in dieses Meer stürzte. Auch auf ein Mädchen namens Myrto wird der Name zurückgeführt.
Am nördlichen Rand des Myrtoischen Meeres liegen die Inseln Spetses und Hydra sowie die unbewohnte Insel Dokos, die zur Region Attika gehören. Am Eingang zum Saronischen Golf liegt die Insel Agios Georgios. Ungefähr in der Mitte des Meeres befinden sich drei kleine, unbewohnte Inseln: Falkonera, Karavi und Velopoula.